# Briana Nelson
Briana Nelson (ur. 18 lipca 1992) – amerykańska lekkoatletka specjalizująca się w biegach sprinterskich.
W 2009 sięgnęła po złoto mistrzostw świata juniorów młodszych w sztafecie szwedzkiej. Rok później startowała na mistrzostwach świata juniorów w Moncton, podczas których biegła w eliminacjach sztafety 4 × 400 metrów. Nelson nie znalazła się w składzie amerykańskiej sztafety na finał, a jej koleżanki z reprezentacji wywalczyły złoty medal. W 2011 zdobyła złoto mistrzostw panamerykańskich juniorów. Półfinalistka biegu na 400 metrów podczas uniwersjady (2013). W 2014 zdobyła złoty oraz brązowy medal młodzieżowych mistrzostw NACAC. 
Medalistka mistrzostw NCAA.

## Osiągnięcia
| Rok  | Impreza                               | Miejsce    | Konkurencja             | Lokata     | Wynik           |
| ---- | ------------------------------------- | ---------- | ----------------------- | ---------- | --------------- |
| 2009 | Mistrzostwa świata juniorów młodszych | Bressanone | bieg na 200 metrów      | 4. miejsce | 23,63           |
| 2009 | Mistrzostwa świata juniorów młodszych | Bressanone | sztafeta szwedzka       | 1. miejsce | 2:04,32         |
| 2010 | Mistrzostwa świata juniorów           | Moncton    | sztafeta 4 × 400 metrów | 1. miejsce | 3:31,20 (elim.) |
| 2011 | Mistrzostwa panamerykańskie juniorów  | Miramar    | sztafeta 4 × 400 metrów | 1. miejsce | 3:34,71         |
| 2013 | Uniwersjada                           | Kazań      | bieg na 400 metrów      | półfinał   | 53,08           |
| 2014 | Młodzieżowe mistrzostwa NACAC         | Kamloops   | bieg na 400 metrów      | 3. miejsce | 52,95           |
| 2014 | Młodzieżowe mistrzostwa NACAC         | Kamloops   | sztafeta 4 × 400 metrów | 1. miejsce | 3:35,79         |

## Rekordy życiowe
- Bieg na 400 metrów (stadion) – 51,05 (2014)
- Bieg na 400 metrów (hala) – 52,18 (2011)